# Granvivel
Granvivel (Pissodes harcyniae) är en skalbaggsart som först beskrevs av Herbst 1795.  Granvivel ingår i släktet Pissodes, och familjen vivlar. Arten är reproducerande i Sverige.